# Space Hulk (videojuego)
Space Hulk es un videojuego táctico de 1993 para MS-DOS, Amiga y PC-98.  El juego estábasado en el juego de mesa del mismo nombre.  Ambientado en el universo de Warhammer 40,000, el jugador dirige equipos de Marines Espaciales, genéticamente mejorados a lo largo de varias misiones destinadas a proteger la raza humana de alienígenas mortíferos.  Fue desarrollado y publicado por Electronic Arts.
El juego tiene lugar a bordo de enormes estructuras llamadas Space hulks que se usan para cruzar distancias interestelares—pero estos barcos están infestados por los letales Genestealers.  Utilizando mapas, el jugador ordena a los Marines o los controla a modo de shooter.  El juego presenta una opción para parar la acción mientras emite órdenes.

## Gameplay
El juego presenta 51 misiones.  La campaña de 21 misiones se centra en una sobre una baliza perdida en plena zona de los Genestealers.  Las misiones restantes son tutoriales diseñadas para ayudar los jugadores a aprender el juego y algunas misiones individuales.  Antes de una misión, el juego informa al jugador de los objetivos y muestra un mapa pequeño del área operacional.  Los marines están equipados con una pistola—la Bolter— y un guante electrizado—el Puño de Poder—para el cuerpo a cuerpo.  Para algunas misiones el jugador puede personalizar los equipos y armamentos, seleccionando otras armas, como Espadas de Poder y lanzallamas.  En la campaña, los Marines que sobreviven ganan experiencia y mejoran sus capacidades de combate.
Los marines del jugador empiezan cada misión agrupados en uno o dos puntos del mapa, mientras se marca el punto de entrada de los Genestealers.  Al llegar a este punto hay dos interfaces separadas: el modo Terminator, donde el jugador toma control directo de Marines individuales, y la Pantalla de Planificación, donde da órdenes a los Marines por medio de iconos de orden.  La Pantalla de Planificación tiene dos mapas que continuamente marcan las posiciones de los Marines y sus enemigos.  El juego simula niebla de guerra en áreas inexploradas.
El modo Terminator ofrece una perspectiva en primera persona a través de los ojos de un Marines.  Puedes cambiar entre los 5 marines de tu equipo.  El marine se mueve con las flechas direccionales, tipo Eye of the Beholder.  El ratón es también utilizado para apuntar y matar objetivos, a pesar de que el ordenador determina si un tiro mata al objetivo.
Los marines que no controle el jugador seguirán atacando a los enemigos que vean.  Los Bolters pueden recalentarse y dejar de disparar unos cuantos segundos.  El jugador puede pausar la acción por un tiempo limitado para dar las órdenes adecuadas a los marines.

## Sinopsis

### Argumento
La campaña es explicada mayoritariamente a través de las sesiones informativas antes de cada misión.  En el prólogo del manual se cuenta que los Ángeles Oscuros, una fuerza de Marines Espaciales, había repelido una incursión Genestealer sistema de Tolevi muchos siglos atrás.  Un héroe dirigía a sus hombres a bordo del Damnation, cuándo  la nave desapareció.  La primera misión en la campaña envía al jugador a Tolevi para investigar una llamada de socorro.  Un nido de Genestealers ha sido descubierto en el planeta Ma'Caellia, y el jugador debe destruir a los alienígenas y su mente-colmena.  Sobrepasados en número los marines se retiran destruyen el planeta con armas biológicas .  Es entonces cuando el Damnation reaparece y el jugador recibe órdenes de entrar en la nave.  A bordo, el  jugador destruye a los Genestealers y a su Patriarca.  Al final un marine se adentra en lo profundo de la nave para ver de donde venía la llamada de socorro.

## Recepción
La crítica alabó la lograda atmósfera del juego que se asemeja a la película Aliens.
La sensación de miedo está muy lograda. Así como la inteligencia que muestran los enemigos, según la crítica de la revista Computer Gaming World, los efectos de sonido son muy efectivos. La revista comparó el juego con el Star Trek redshirts. En 1994 fue uno de los juegos estratégicos mejor valorados. CU Amiga  dijo que el juego no era para jugadores con "un corazón débil".  Aun así, Alec Meer opinó que la historia de la campaña era muy plana.
La revista Dragón dijo que era una adaptación excelente  del juego de mesa original.  Sin embargo algunos críticos dijeron que la dificultad era demasiado alta y que controlar cinco o más Marines en tiempo real era imposible.  De modo parecido, Mark Smith e Ian Osborne dijeron que el juego era frustrante y los marines demasiado lentos.  Varios aficionados del juego de mesa notaron falta de tiempo para planificación, y táctica.
En 1994, PC Gamer Reino Unido nombró a Space Hulk el 10.º mejor juego de ordenador de todos los tiempos. Los editores valoraron su calidad y "la tensión creada cuando luchas para mantener tu grupo a salvo de hordas de aliens."